# Mel Hopkins
Melvyn Hopkins (Ystrad Rhondda, 7 de novembro de 1934 - 18 de outubro de 2010) foi um futebolista galês que atuava como defensor.

## Carreira

### Clubes
Filho de um mineiro, ele foi contratado pelo Tottenham Hotspur aos 15 anos, quando foi visto jogando no clube da sua cidade local. Mel Hopkins fez sua estréia em janeiro de 1952 e venceu uma dobradinha da liga e da FA Cup em 1961. Em 1959, sofreu uma séria lesão após uma colisão com Ian St John, machucando o nariz e a mandíbula superior, uma lesão que o impedia de jogar futebol por dois anos.
No total, Hopkins jogou 219 partidas pelo Spurs, antes de deixar o Spurs para jogar no Brighton e Hove Albion em outubro de 1964 por uma taxa de transferência de £8.000. Ele marcou 2 gols e jogou 58 jogos para o Albion. 
Um breve período no Ballymena United na Irlanda do Norte em 1967 foi seguido por uma mudança para Bradford Park Avenue em janeiro de 1969, onde ele jogou 30 partidas, se aposentando em 1970.

### Seleção
Hopkins jogou pela Seleção Galesa entre 1956 e 1963, jogando 34 jogos, incluindo a participação do País de Gales na Copa do Mundo de 1958 na Suécia, onde perdeu para o Brasil nas quartas-de-final.
Em 2003, Hopkins recebeu um prêmio de mérito pela Associação de Futebol do País de Gales.